# Diplazium filamentosum
Diplazium filamentosum är en majbräkenväxtart som först beskrevs av William Roxburgh och som fick sitt nu gällande namn av Quentin C.B. Cronk.
Diplazium filamentosum ingår i släktet Diplazium och familjen Athyriaceae. Inga underarter finns listade i Catalogue of Life.